# Correntes d'Escritas

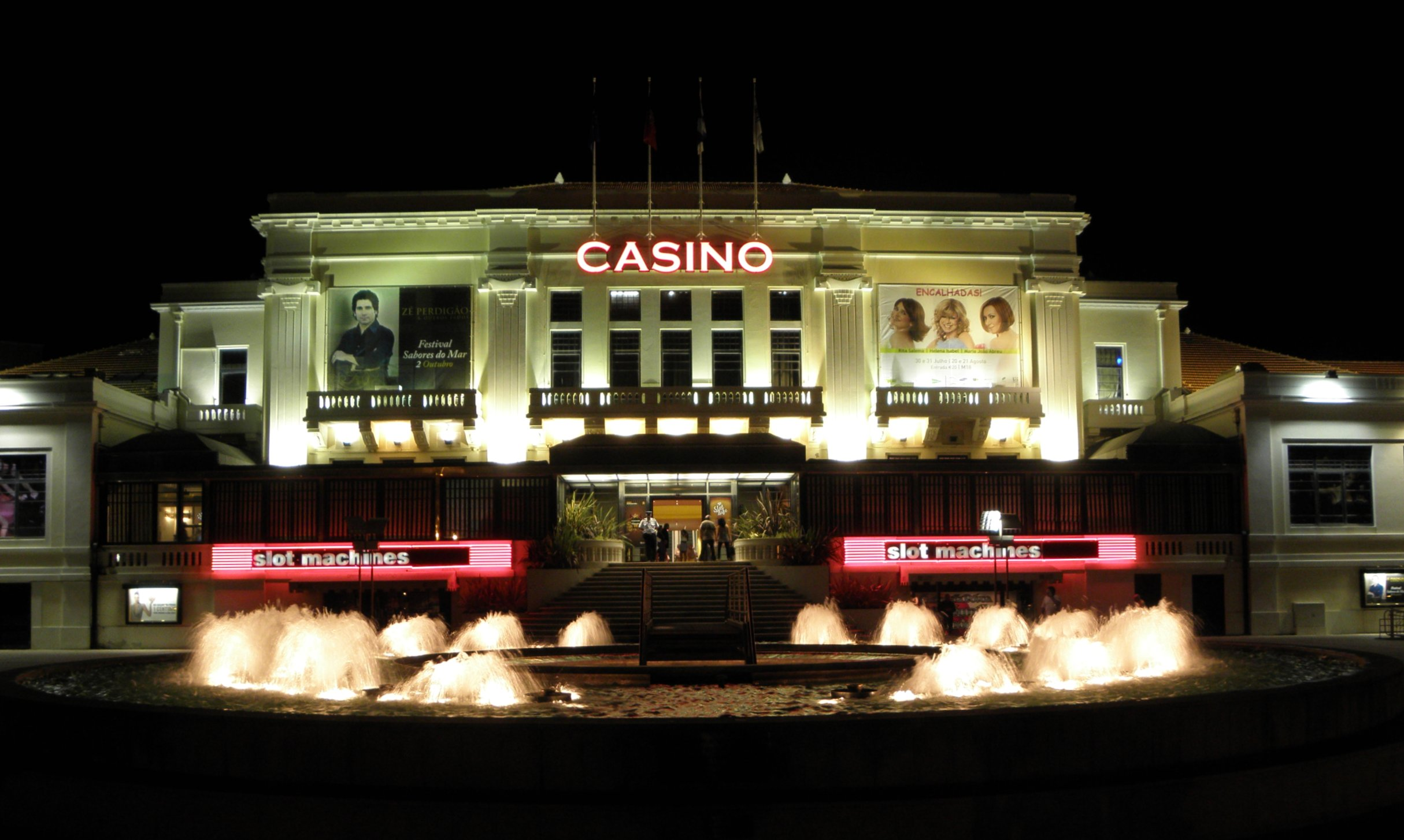
O Casino de Póvoa de Varzim é um dos patrocinadores do festival Correntes d'Escritas

Correntes d'Escritas, ou simplesmente Correntes, é um encontro anual de escritores de expressão ibérica que decorre durante o mês de Fevereiro na Póvoa de Varzim. Os escritores são provenientes de países e continentes onde se falam as línguas portuguesa e espanhola, desde a Península Ibérica, passando pela América Central e do Sul à África Lusófona. 
É um dos maiores e mais antigos festivais literários em Portugal.

## História
O primeiro encontro realizou-se em Fevereiro de 2000, ano em que se assinalou o Centenário da Morte de Eça de Queirós, nascido na cidade, por iniciativa do então Diretor da Biblioteca Municipal Rocha Peixoto, Manuel Lopes. O encontro foi ganhando notoriedade ano após ano e hoje é o maior evento literário em Portugal onde são lançados vários livros pelos autores e respectivas editoras e tem potenciado a tradução de livros em português para espanhol e vice-versa. Momentos importantes do encontro são as "mesas" de debate e as visitas às escolas. Vários escritores ligaram-se ao evento, tais como o chileno Luis Sepúlveda, o português Rui Zink, o angolano Manuel Rui e o galego Carlos Quiroga.
A partir de 2004, passou a ser atribuído um prémio para novas obras em prosa ou poesia, em anos alternados, chamado  Prémio Literário Casino da Póvoa. O prémio tem o valor de 20 000 euros e é também oferecida uma réplica da lancha poveira, símbolo da cidade e do mar entre os diferentes povos. A obra premiada é escolhida por um júri Ibero-Afro-Americano entre dez obras finalistas, que por sua vez foram seleccionadas a partir de centenas de obras recentemente editadas. É também atribuído o Prémio Correntes D'Escritas/Papelaria Locus para jovens escritores entre os 15 e 18 anos. O evento tem o apoio do Casino da Póvoa, da Novotel, da Norprint e do Instituto Cervantes.
A 22 de fevereiro de 2025, foi agraciado com o grau de Membro Honorário da Ordem do Mérito.

## Prémio Literário Casino da Póvoa
- 2004 - Lídia Jorge com a obra: Vento Assobiando nas Gruas (prosa)
- 2005 - António Franco Alexandre com a obra: Duende (poesia)
- 2006 - Carlos Ruiz Zafón com a obra: A Sombra do Vento (prosa)
- 2007 - Ana Luísa Amaral com a obra: A génese do Amor (poesia)
- 2008 - Ruy Duarte de Carvalho com a obra: Desmedida (prosa)
- 2009 - Gastão Cruz com a obra: A Moeda do Tempo (poesia)
- 2010 - Maria Velho da Costa com a obra: Myra (romance)
- 2011 - Pedro Tamen com a obra: O livro do sapateiro (poesia)
- 2012 - Rubem Fonseca com a obra: Bufo & Spallanzani (romance)
- 2013 - Hélia Correia com a obra A terceira miséria (poesia)
- 2014 - Manuel Jorge Marmelo com a obra: Uma mentira mil vezes repetida (romance)
- 2015 - Fernando Echevarría com a obra: Categorias e Outras Paisagens (poesia)[4]
- 2016 - Javier Cercas com a obra As Leis da Fronteira[5]
- 2017 - Armando Silva Carvalho com a obra: A Sombra do Mar (poesia)[6]
- 2018 - Juan Gabriel Vásquez com a obra A Forma das Ruínas[7]
- 2019 - Luís Quintais com a obra A Noite Imóvel
- 2020 - Pepetela com Sua Excelência, de Corpo Presente
- 2021 - Maria Teresa Horta com a obra: Estranhezas (poesia)
- 2022 - Luísa Costa Gomes com a obra: Afastar-se (contos)
- 2023 - Maria do Rosário Pedreira com a obra: O Meu Corpo Humano[8]

## Conferência de Abertura
- 2004 - O Livro por Eduardo Lourenço
- 2005 - Relação com Póvoa de Varzim por Agustina Bessa-Luís
- 2006 -  (conferência informal) por Eduardo Prado Coelho
- 2007 - A Memória Secreta da Mulher por Nélida Piñon
- 2008 - A Importância dos Livros por Marcelo Rebelo de Sousa
- 2009 - (conferência no Museu Municipal ) por José António Ribeiro (Ministro da Cultura)